# 清华大学工程物理系
清华大学工程物理系，简称工物系，是清华大学直属的一个系，主要研究核技术，设有工程物理、工程物理（能源实验班）、工程物理（定向物院）和核工程与核技术（定向中核）专业。

## 历史
- 1955年，开始筹办清华大学工程物理系。
- 1956年，清华大学工程物理系正式成立。
- 1962年，核科学技术基地独立为“试验化工厂”（简称200#），后形成清华大学核能与新能源技术研究院。
- 1964年，建成一座2兆瓦游泳池式实验核反应堆。
- 文革期间，工物系大部分迁往200#。1977年，迁回本部。
- 80年代，工物系分离出众多专业与其他专业组成现代应用物理系、生物科学与技术系、材料科学与工程系等。

## 机构
- 直属机构
  - 核技术研究所
  - 技术物理研究所
  - 核能科学与工程管理研究所
  - 安全科学与技术研究所
  - 医学物理与工程研究所
  - 近代物理研究所
  - 清华大学高能物理研究中心
- 实验室
  - 粒子技术与辐射成像教育部重点实验室
  - 辐射技术及辐射成像教育部工程研究中心
- 挂靠机构
  - 清华大学高能物理研究中心
  - 清华大学公共安全研究中心
  - 清华大学高速铁路技术研究中心
  - 清华大学特种能源研究所
  - 清华大学辐射防护办公室
  - 清华大学高能量密度研究中心

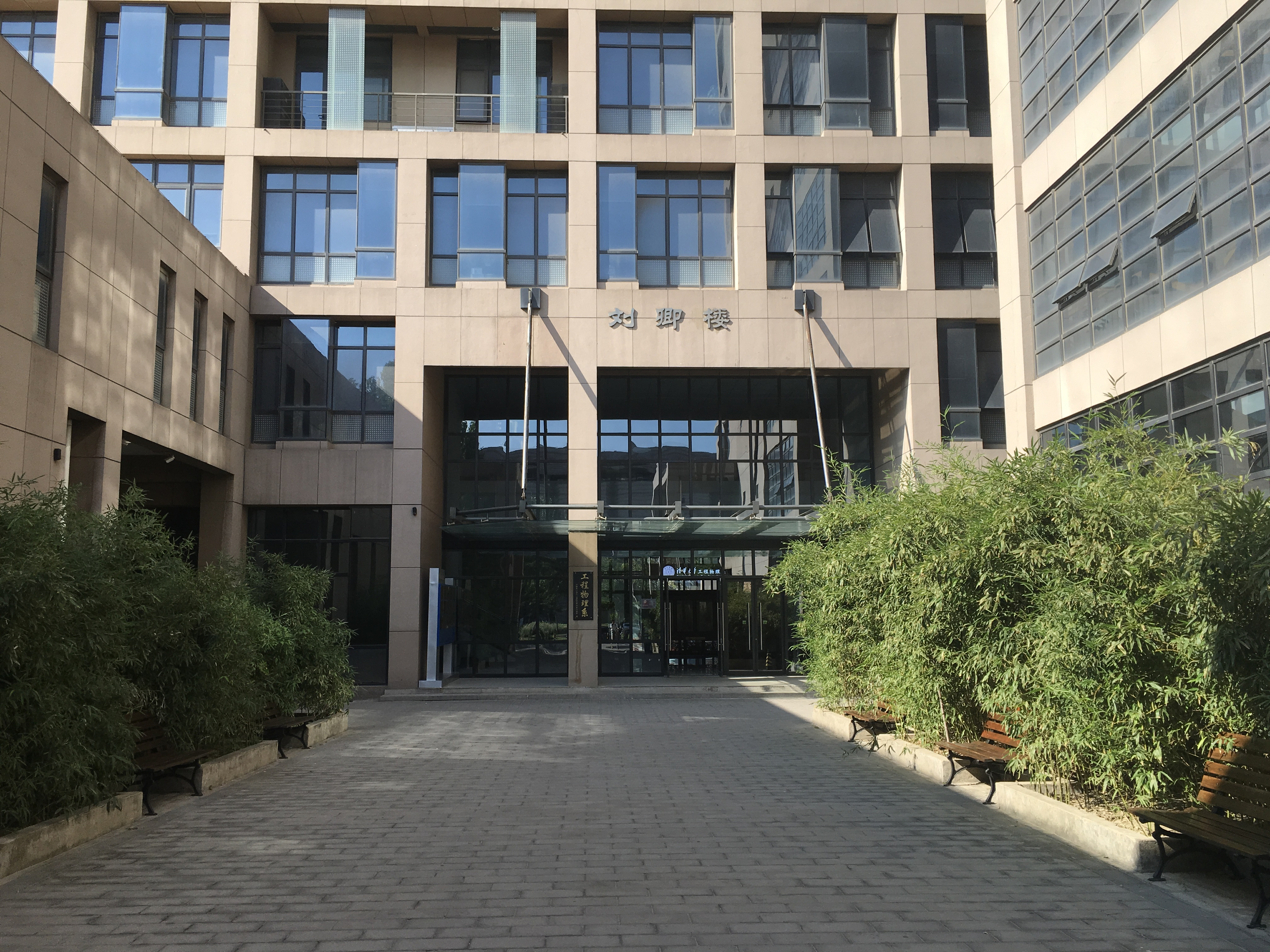
工程物理系系館劉卿樓

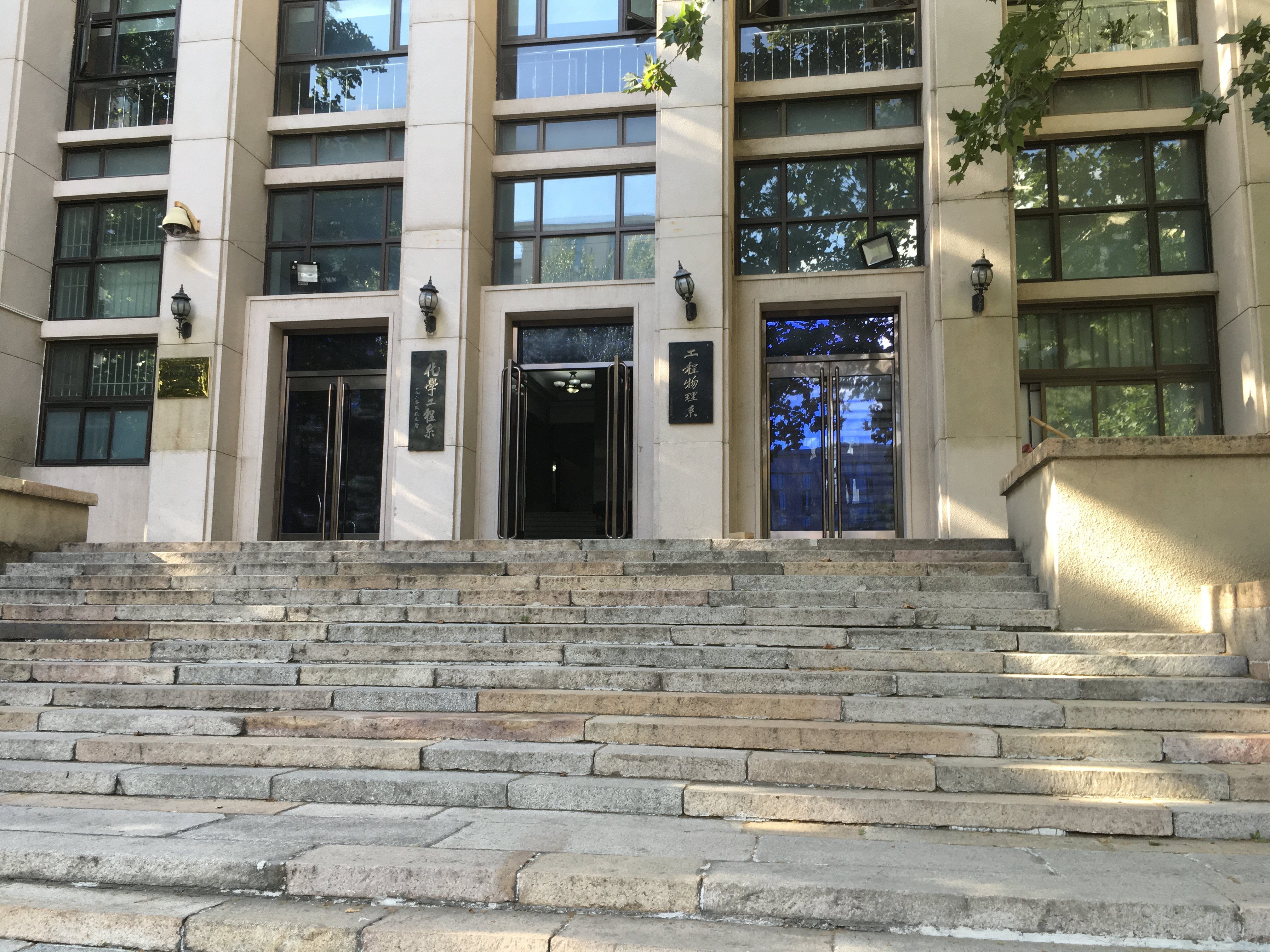
工程物理館

  - 清华大学（工物系）-同方威视和技术联合研究所
  - 清华大学（工物系）-上海旺捷机电设备有限公司数字辐射成像研究中心
  - 清华大学（工物系）-辛耕投资有限公司核医学影像联合研究中心
  - 清华大学-波音联合中心
- 共建机构
  - 清华大学中国企业成长与经济安全研究中心
  - 清华大学载人航天研究中心
  - 原子分子纳米科学研究中心

## 校友
- 胡海峰, 中华人民共和国民政部副部长，系最年轻地级市委书记和最年轻部委副部级官员。初中就读于北京景山学校, 高中就读于北京市第二中学，持北方交通大学BASc学位和清华大学工程物理系MS学位，2002年至2008年获得清华大学LLM-EMBA, 以及管理学博士学位, 从清华大学工物系、法学院、SEM经管学院, SPPM取得四个研究生学位。